# Йоан II (папа)
Вижте пояснителната страница за други личности с името Йоан II.
Йоан II (на латински: Johannes PP. II) е римски папа от 2 януари 533 г. до 8 май 535 г.
Той е първият папа, който е сменил името си, защото преди това се е казвал Меркурий – езическо име непристойно за папа.